# Norbert H. Quack
Norbert Harald Quack (* 24. April 1947 in Mönchengladbach-Rheydt) ist ein deutscher Rechtsanwalt und Notar a. D., Aufsichtsrat in Unternehmen sowie Honorarkonsul von Sri Lanka.

## Familie
Quack stammt aus einer alten niederrheinischen Familie. Er hat vier Brüder. Sein Vater Erwin Quack (1906–1987) war Textilfabrikant; seine Mutter Ingrid Quack (1917–1997) war Hamburgerin, Tochter des Kommodore Fritz Kruse. Norbert Quack lebt seit 1977 in Stuttgart. Er war in erster Ehe mit Angela Weber-Bleyle verheiratet. Seit 2017 ist er mit der Unternehmensberaterin Annegret Cornelia Pehse-Quack verheiratet.

## Leben und Beruf
Quack besuchte das Gymnasium Odenkirchen und machte dort im Jahr 1966 das Abitur. Zuvor verbrachte er ein Jahr als Austauschschüler in den USA. Er studierte Jura in München und Bonn; die Erste Juristische Staatsprüfung legte er im Sommer 1970 ab. Es folgte eine zweijährige Tätigkeit im väterlichen Unternehmen, ehe er in Düsseldorf sein Referendariat antrat und 1975 die Zweite Juristische Staatsprüfung ablegte. 
Während der Referendarzeit erfolgte eine Mitarbeit in der wirtschaftsrechtlich ausgerichteten Anwaltskanzlei Vetter, Schlenger, Schindler & Jacobson, für die er dann auch nach seiner Anwaltszulassung im August 1975 tätig war. 1977 wechselte er nach Stuttgart zu Jauch & Sigle & Partner und wurde dort 1980 Partner. Nach Spaltung der Sozietät blieb er in Stuttgart und gründete im Jahr 1982 eine eigene Kanzlei, die heute unter Quack, Gutterer & Partner firmiert, 1990 erfolgte die Eröffnung einer weiteren Kanzlei in Dresden. Anfang 1999 wurde er zum Notar ernannt.
Quack berät als Anwalt überwiegend mittelständische Unternehmen und Unternehmer bei gesellschaftsrechtlichen Angelegenheiten sowie bei Kauf, Verkauf und Reorganisation von Unternehmen. Beratungsgegenstand sind zudem angrenzende Rechtsgebiete wie Mitbestimmung, Konzernleitung, Organhaftung (D&O), Rechnungslegung, Unternehmenssteuerrecht, Erbrecht und dergleichen. Seit Jahren zählen zu seinen Mandanten auch Finanzunternehmen mit Fragestellungen aus der Regulatorik (Corporate Governance, Compliance, Meldewesen und Anzeigepflichten sowie Risikomanagement).
In manchen Fällen geht die Beratungstätigkeit mit einer Mitwirkung in Aufsichtsräten und ähnlichen Unternehmensgremien einher. Zu nennen sind Index-Werke GmbH & Co. KG Hahn & Tessky/Esslingen (Verwaltungsrat seit 1990) und BS PAYONE GmbH/Frankfurt a. M. (Aufsichtsrat und Prüfungsausschuss seit 2015), zuvor im Wesentlichen Landesbank Baden-Württemberg (Aufsichtsrat sowie Prüfungsausschuss und Risikoausschuss 2010 bis 2015),
Vereinigte Motor-Verlage GmbH & Co. KG/Stuttgart (Beirat 1990 bis 2005), TPP Thermoplastics GmbH/Ibbenbüren (Vorsitzender 1994 bis 2007), Zinser Textilmaschinen GmbH/Ebersbach (Stv. Vorsitzender 1992 bis 2000), Strömungsmaschinen GmbH/Dresden (Stv. Vorsitzender 1992 bis 1994), MBO Maschinenbau Oppenweiler Binder GmbH & Co. KG/Oppenweiler (1981 bis 1987), HELIXOR Heilmittel GmbH & Co. KG/Rosenfeld (Vorsitzender 1979 bis 2014).

## Ehrenämter und Mitgliedschaften
1992 wurde Quack zum Honorarkonsul der Republik Sri Lanka für Baden-Württemberg und Saarland berufen. 2011 erhielt er das Bundesverdienstkreuz insbesondere auch für sein Engagement im Tsunami-Hilfsprojekt „German Haritha Gama“. Mit dem „Eco Village“ wurde 2007 für 90 Familien ein neues Zuhause geschaffen; neben der Errichtung von Wohnhäusern in ortsangepaßter und ökologischer Bauweise wurden die Infrastruktur sowie ein Gemeinschaftszentrum, ein Kindergarten und eine Gesundheitsstation aufgebaut.
Quack ist Vorstand der gemeinnützigen Speidel-Stiftung. Er gehört seit 1966 dem Corps Franconia München.an. Zudem ist er Mitglied berufsständischer Kammern und Vereinigungen sowie des Rotary-Clubs Stuttgart-Wildpark.